# Ursula Buchfellner
Ursula Buchfellner (Múnich, Alemania, 8 de junio de 1961) es una  modelo y actriz alemana. Fue   playmate del mes para la revista Playboy en octubre de 1979. Fue fotografiada por Peter Weissbrich.
Buchfellner también fue la Playmate para el mes de diciembre de 1977 de la edición alemana de playboy, teniendo solo 16 años de edad cuando las fotográfias se tomaron (tenía 17 años cuando fotografías fueron publicadas). En noviembre de 1985, se convirtió en la primera Playmate en aparecer en la revista Penthouse.
Buchfellner continuó con sus carreras como actriz y modelo internacional después de su aparición en Playboy.  A veces fue acreditada como Uschi Buchfellner, Ursula Fellner, Ulla Maris y Ursula Maris.
Ha protagonizado mayoritariamente películas de cine B europeo tales como Devil Hunter (1980) y Sadomania (1981).